# Asisat Oshoala
Asisat Lamina Oshoala (9 de octubre de 1994; Ikorodu, Nigeria) es una futbolista nigeriana que juega en la posición de delantera. Actualmente, forma parte del Bay Football Club de la  National Women's Soccer League, máxima categoría del fútbol femenino de los Estados Unidos.
Además, es internacional absoluta con la selección de Nigeria desde el 2011, siendo una de las capitanas. De igual forma, Oshoala es una de las jugadoras africanas más destacadas, recibiendo el trofeo de Mejor Futbolista Africana del Año en cuatro ocasiones por la BBC, siendo la segunda jugadora en conseguir tal registro. Además, de recibir el premio a mejor jugadora africana de la década del 2010.

## Trayectoria

### Inicios
Nacida en Ikorodu, Asisat asistía escuela mixta siendo allí donde empieza a jugar fútbol, hasta que finalmente ficha por el único equipo femenino de la ciudad, el F. C. Robo. Tras 4 años destacando en el club local, acaba fichando por el Rivers Angels gracias a quienes se le abrieron las puertas de la selección nacional y perfilando así una carrera como futbolista profesional.

### Liverpool F. C.
El 23 de enero de 2015, Oshoala se unió al Liverpool F. C. en la FA Women's Super League. El gerente del club, Matt Beard, la calificó como "una de las mejores jugadoras jóvenes del mundo". Aunque los rumores la habían vinculado con otros clubes, estaba muy feliz de unirse al club Red. Fue la primera jugadora africana en competir en la máxima divión femenina de Inglaterra.
A pesar de perderse dos meses de la temporada 2015 por una lesión en la rodilla, Su primer gol de la temporada fue abriendo el marcador en la victoria por 2-1 contra el Birmingham City F. C. el 1 de abril de 2016. De igual forma, durante la victoria por 2-1 del club sobre el Manchester City, marcó el primer gol del partido en el minuto 10. Marcó el tercer gol del club en la victoria por 3-1 contra el Arsenal el 12 de julio. Asisat logró marcar tres goles en los nueve partidos en los que jugó cuando el Liverpool acabó en la séptima posición.

### Arsenal F. C.
En enero de 2016, Liverpool informó que una oferta de transferencia del Arsenal había activado la cláusula de liberación en el contrato de Oshoala y que estaba discutiendo términos personales con el club de Londres. Finalmente, en marzo de 2016, Asisat firmó con el Arsenal F. C.. El técnico del equipo londinense, Pedro Losa, dijo sobre su fichaje: "Asisat es un talento fantástico y será una gran incorporación a nuestra plantilla".
Oshoala ayudó al Arsenal a ganar la final de la Copa FA Femenina 2016 el 14 de mayo. La victoria marcó el decimocuarto título del club. Asisat en total tuvo 13 apariciones con el club durante su primera temporada y anotó dos goles. Marcó el gol de la victoria en la victoria por 2-0 contra el Nottingham Forest el 28 de agosto. Finalizarían el campeonato en la tercera posición.
El 10 de febrero de 2017, Oshoala firmó con el club chino Dalian Quanjian F. C. . Durante la temporada 2017, anotó 12 goles ayudó al equipo a ganar el campeonato de liga. Se le otorgó además el premio de la Bota de Oro de la liga al ser la máxima anotadora del campeonato. El mismo año, marcó cuatro goles durante la Supercopa de China de 2017 y ayudó al club a derrotar a Shanghái 5-3 para ganar el campeonato. Posteriormente, en octubre de 2018, ayudó al club a ganar el campeonato de liga por segundo año consecutivo.

### F. C. Barcelona

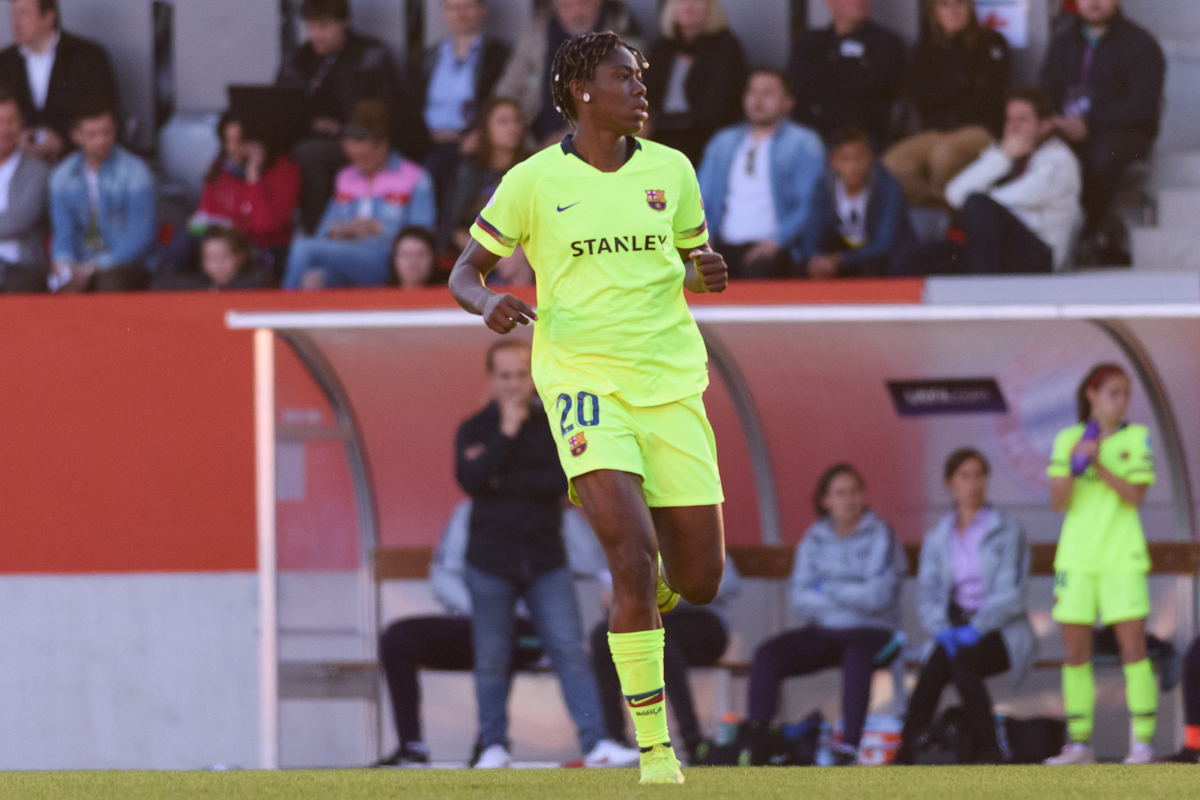
Asisat con el Barça en 2019.

En enero de 2019, Oshoala arriba como cedida en el Fútbol Club Barcelona (femenino) que la ligaba al club hasta mayo del mismo año. En mayo juega la final de la Liga de campeones y se convierte en la primera jugadora culé en marca un gol en una final de esa competición, a pesar de eso, pierden la final ante el Olympique de Lyon. De esa forma termina la temporada anotando 8 goles en 11 partidos oficiales.
Durante julio de 2019, el club azulgrana ejerce la opción de compra por Asisat a cambio de unos 20.000 euros, pasando a formar parte de la plantilla con un contrato de 3 años. A finales del mismo año, vuelve a ser nominada a la mejor futbolista nigeriana del año, sin embargo no logra hacerse con el galardón.
El 6 de abril de 2021, sufre una grave lesión en el pie que la obliga a pasar por el quirofano y perderse así lo que restaba de temporada. Oshoala había participado en 20 partidos de Liga, dejando una buena cifra goleadora de 15 dianas.

Bay FC
El 1 de febrero de 2024 el FC Barcelona emite un comunicado en su página oficial conforme la jugadora nigeriana es traspasada al Bay FC de la National Women's Soccer League en Estados Unidos. Tras conseguir ser la cuarta jugadora más  goleadora de la historia del Barça y con 5 años de andadura en el club es fichada por 150.000 euros. Terminaba su contrato el 30 de junio de 2024.  

## Selección nacional

### Categorías inferiores
Oshoala se inició en las divisiones juveniles de Nigeria en donde tuvo éxito desde un comienzo, donde hizo la mayor parte de sus primeras apariciones en la selección absoluta como centrocampista ofensivo. Participó en la Copa Mundial Sub-20 el 2014, en donde fue la máxima goleadora del torneo con siete goles, además de llevarse la distinción de MVP del torneo.

### Absoluta
El entrenador Edwin Okon la nominó para participar en la selección de Nigeria por primera vez, realizó su debut con su equipo nacional ante el campeón mundial Japón por un amistoso en septiembre de 2013 que resultó en derrota.
Fue incluida dentro de la nómina para competir en el Campeonato Africano de 2014 que se llevó a cabo en Namibia, en ese se posicionaría como una jugadora determinante, siendo la segunda máxima anotadora con el equipo nigeriano. En la final frente al Camerún, Asisat marcaría el segundo gol de la victoria 2-0, logrando así la corona continental, junto con ser nombrada la mejor jugadora del torneo.
En septiembre de 2014, Oshoala fue nombrada miembro de la Orden del Níger por el presidente de Nigeria, Goodluck Jonathan. A finales del mismo año, se alzaría con el premio a la Mejor Futbolista Africana del 2014 y Mejor Futbolista Africana Joven del 2014 entregado por la BBC.
El 8 de junio de 2015, Oshoala participó en la Copa Mundial de Canadá 2015, anotando su primer gol cuando anotó en el empate 3-3 con Suecia en Winnipeg. Posteriormente, el equipo nigeriano sería derrotado por Australia por 2-0, y 1-0 por Estados Unidos, debido a lo cual fueron eliminadas en la primera fase de la cita mundialista.
Oshoala también fue miembro del equipo de Super Falcons que ganó el Copa Africana de Naciones que se coronarían como campeonas en 2016 en Camerún y el 2018 disputado en Ghana, marcando tres goles en la segunda edición.
Asisat sería designada por sus compañeras como una de las capitanas del equipo nigeriano para la disputa de la Copa Mundial 2019 llevada a cabo en Francia. Durante el segundo partido de la fase de grupos del equipo contra Corea del Sur, marcó en el minuto 75 aportando en la victoria por 2-0, siendo nombrada la MVP del encuentro Adicionalmente, su gol fue nominado como Mejor Gol del Torneo por la FIFA. Nigeria acabó finalmente tercero en el Grupo A, cuyo rendimiento le permitió avanzar a las etapas eliminatorias donde se enfrentó a Alemania en octavos de final, siendo derrotadas por 3-0.

## Estadísticas

### Clubes
Actualizado al último partido disputado el 20 de enero de 2024.
| Liverpool F. C. Inglaterra | 2015                | 1.ª                 | 9   | 3  | -  | 2  | 0  | - | -  | -  | - | -  | - | - | 11  | 3   | 0  | 0.27 |
| Liverpool F. C. Inglaterra | Total               | Total               | 9   | 3  | -  | 2  | 0  | - | -  | -  | - | -  | - | - | 11  | 3   | -  | 0.27 |
| Arsenal F. C. Inglaterra   | 2016                | 1.ª                 | 13  | 2  | -  | 2  | 0  | - | -  | -  | - | -  | - | - | 15  | 2   | -  | 0.13 |
| Arsenal F. C. Inglaterra   | Total               | Total               | 13  | 2  | -  | 2  | 0  | - | -  | -  | - | -  | - | - | 15  | 2   | -  | 0.13 |
| F. C. Barcelona · España   | 2018-19             | 1.ª                 | 7   | 7  | 0  | 1  | 0  | 0 | 3  | 1  | 0 | 2  | 2 | - | 13  | 10  | 0  | 0.76 |
| F. C. Barcelona · España   | 2019-20             | 1.ª                 | 19  | 20 | 1  | 4  | 4  | 0 | 5  | 1  | 2 | 2  | 3 | 1 | 30  | 28  | 4  | 0.93 |
| F. C. Barcelona · España   | 2020-21             | 1.ª                 | 26  | 18 | 3  | 1  | 0  | 0 | 9  | 4  | 0 | 1  | 0 | 0 | 37  | 22  | 3  | 0.60 |
| F. C. Barcelona · España   | 2021-22             | 1.ª                 | 19  | 20 | 3  | 1  | 1  | 1 | 6  | 1  | 2 | 2  | 0 | 1 | 28  | 22  | 7  | 0.78 |
| F. C. Barcelona · España   | 2022-23             | 1.ª                 | 28  | 21 | 3  | 1  | 0  | 0 | 9  | 5  | 3 | 2  | 1 | 1 | 40  | 27  | 7  | 0.67 |
| F. C. Barcelona · España   | 2023-24             | 1.ª                 | 9   | 6  | 0  | 1  | 1  | 0 | 2  | 1  | 0 | 2  | 0 | 0 | 14  | 8   | 0  | 0.57 |
| F. C. Barcelona · España   | Total               | Total               | 108 | 92 | 10 | 9  | 6  | 1 | 34 | 13 | 7 | 11 | 6 | 3 | 162 | 117 | 21 | 0.72 |
| Total en su carrera        | Total en su carrera | Total en su carrera | 130 | 97 |    | 20 | 10 |   | 36 | 13 |   | 9  | 4 | 3 | 172 | 122 |    |      |

## Palmarés

### Campeonatos nacionales
| Título             | Equipo          | Año  |
| ------------------ | --------------- | ---- |
| Supercopa          | F. C. Barcelona | 2020 |
| Campeonato de Liga | F. C. Barcelona | 2020 |
| Copa               | F. C. Barcelona | 2020 |
| Campeonato de Liga | F. C. Barcelona | 2021 |
| Copa               | F. C. Barcelona | 2021 |
| Supercopa          | F. C. Barcelona | 2022 |
| Campeonato de Liga | F. C. Barcelona | 2022 |
| Copa               | F. C. Barcelona | 2022 |
| Supercopa          | F. C. Barcelona | 2023 |
| Campeonato de Liga | F. C. Barcelona | 2023 |
| Supercopa          | F. C. Barcelona | 2024 |
| Campeonato de Liga | F. C. Barcelona | 2024 |

### Campeonatos internacionales
| Título            | Equipo          | Año  |
| ----------------- | --------------- | ---- |
| Liga de Campeones | F. C. Barcelona | 2021 |
| Liga de Campeones | F. C. Barcelona | 2023 |
| Liga de Campeones | F. C. Barcelona | 2024 |

### Distinciones individuales
| Distinción                        | Año  |
| --------------------------------- | ---- |
| Futbolista Africana Joven del Año | 2014 |
| Futbolista Africana del Año       | 2014 |
| Futbolista Africana del Año       | 2016 |
| Futbolista Africana del Año       | 2017 |
| Futbolista Africana del Año       | 2019 |
| Futbolista Africana del Año       | 2023 |
| Futbolista Africana de la década  | 2021 |